# Wespe
SdKfz 124 Wespe (trad. din limba germană: viespea) a fost un obuzier autopropulsat folosit de către armata germană în timpul celui de-al Doilea Război Mondial. Cunoscut și sub numele oficial de Leichte Feldhaubitze 18 auf Fahrgestell Panzerkampfwagen II, vehiculul a fost proiectat și fabricat în timpul războiului, având la bază șasiul tancului ușor Panzer II.

## Proiectare
În 1940, în timpul Bătăliei Franței, era evident că principalul tanc folosit de armata germană, Panzer II, era depășit. Tancul, impecabil din punct de vedere tehnologic, era slab înarmat și blindat. Astfel, când a apărut nevoia unui tun autopropulsat, șasiul folosit de către Panzer II era alegerea firească pentru prelungirea duratei de exploatare a acestui tanc.
Planurile pentru Wespe au fost făcute de firma Alkett și erau bazate pe șasiul modelului Ausf.F (Modelul F.) Producția acestui vehicul blindat a fost localizată în mai multe uzine, majoritatea din Polonia. Procesul de conversie în sine era foarte simplu, turela unui Panzer II era înlocuită cu un obuzier de 105 mm leFH 18M L/28 care era protejat de o suprastructură.

## Utilizare

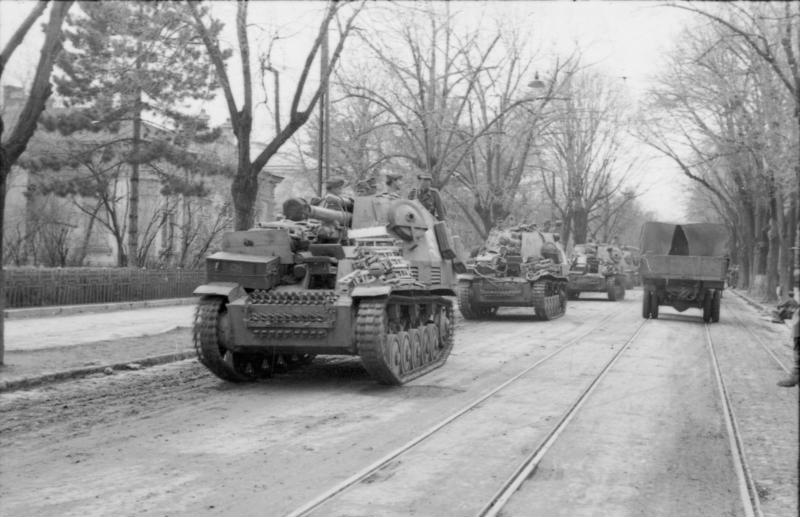
O coloană de autotunuri Wespe într-un oraș din România aflate în drum spre Frontul de Răsărit.

Wespe a fost testat pe Frontul de Est în 1943, prima sa bătălie majoră fiind cea de la Kursk. Rapoartele făcute de către artileriștii germani au fost atât de încurajatoare încât Hitler a decis ca din februarie 1943 întreaga producție de Panzer II să se concentreze exclusiv pe această modificare.  S-a renunțat astfel la vânătorul de tancuri Marder II. Wespe au fost alocate batalioanelor de artilerie din cadrul diviziilor Panzer (Panzerartillerie Abteilungen), fiind folosite alături de obuzierele autopropulsate grele Hummel.

## Producție
Wespe a fost produs începând cu anul 1943 (februarie) până la jumătatea anului 1944. Până la sistarea producției, fuseseră fabricate 682 de obuziere autopropulsate. Fiindca Wespe avea doar 32 de proiectile la bord, un număr de 158 de șasiuri de Panzer II au fost folosite pentru transportul muniției necesare acestui obuzier mobil. Aceste transportoare puteau fi dotate, la nevoie, cu obuzierul leFH 18M L/28.